# Le Roy engloys

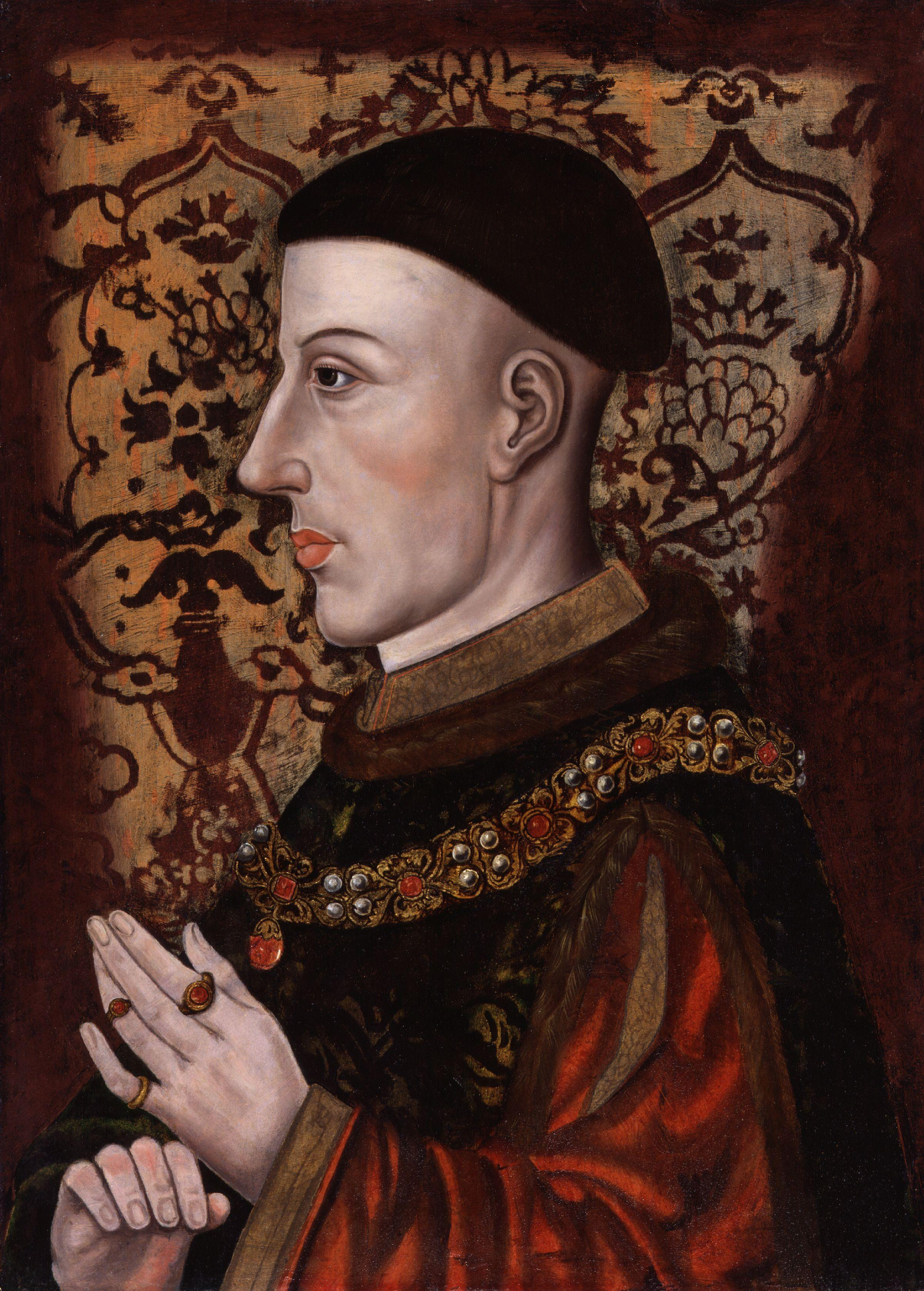
Henri V d'Angleterre, portrait du XVIe siècle, National Gallery de Londres.

Le Roy engloys est une chanson appartenant au Manuscrit de Bayeux, recueil de plus de cent chansons réunies au début du XVIe siècle par Charles III de Bourbon et composées à la fin du XVe siècle, c'est-à-dire quelques dizaines d'années après la fin de la guerre de Cent Ans.

## Présentation
La chanson contient de nombreuses erreurs historiques dues au fait que sa composition a eu lieu près d'un demi-siècle après les événements qu'elle relate. Le roi anglais Henri V y meurt ainsi à Saint-Fiacre en Brie, alors qu'en réalité c'est à Vincennes. 
Le « Cappitaine Prégent » est Prégent de Coëtivy, l’un des vainqueurs, avec Jean de Clermont, de la « frottée » de Formigny, le 15 avril 1450 (3 500 morts côté anglais, 500 chez les Français). 
Le mot « couez » est peut-être une allusion au fait que les Anglais étaient alors considérés comme des diables, si bien que l’imagination populaire leur attribuait une queue. Une autre interprétation est d'attribuer à ce mot le sens de « peureux » ou « lâche », si l'on considère  qu'il est apparenté au mot « couard » en français et coward en anglais.

## Paroles
« Le Roy Engloys se faisoit appeler
Le Roy de France par s'appellation.
Il a voulu hors du païs mener
Les bons François hors de leur nation.
Or est-il mort à Sainct-Fiacre en Brye,
Du païs de France ils sont tous déboutez.
Il n’est plus mot de ces Engloys couez.
Mauldite en soit trestoute la lignye !
Ils ont chargé l’artillerie sur mer,
Force biscuit et chascun ung bidon,
Et par la mer jusqu’en Bisquaye aller
Pour couronner leur petit roy godon.
Mais leur effort n’est rien que moquerie :
Cappitaine Prégent lez a si bien frottez
Qu’ils ont esté en mer enfondrez.
Mauldite en soit trestoute la lignye !
Le Roy Engloys se faisoit appeler
Le Roy de France par s'appellation.
Il a voulu hors du païs mener
Les bons François hors de leur nation.
Or est-il mort à Sainct-Fiacre en Brye,
Du païs de France ils sont tous déboutez.
Il n’est plus mot de ces Engloys couez.
Mauldite en soit trestoute la lignye ! »

## Sources
- Le Roy engloys dans le Manuscrit de Bayeux sur Gallica